# Moe's Southwest Grill
Moe's Southwest Grill, informalmente designado por Moe's, é uma cadeia americana de franchising de restaurantes de fast casual, fundada em Atlanta, Geórgia, em 9 de dezembro de 2000 pela Raving Brands. O nome “Moe's” surgiu como um acrônimo de “Musicians, Outlaws and Entertainers” (músicos, foras-da-lei e artistas), e este tema levou à arte relacionada com a música que se encontra no design original.
O Moe's Southwest Grill - juntamente com as marcas Schlotzsky's, Carvel, Cinnabon, McAlister's Deli, Jamba e Auntie Anne's - faz parte da carteira de marcas da Focus Brands.
Inicialmente, a cadeia de restaurantes apresentava obras de arte que representavam lendas da música falecidas e licenciou uma banda sonora especial de rock da Muzak que consistia em música de músicos falecidos ou de bandas com um músico falecido notável. Após um processo judicial movido pelo espólio de Jerry Garcia, as representações de pessoas reais foram retiradas da decoração. O menu, que inicialmente apresentava trocadilhos baseados em pessoas e frases populares da música, televisão e filmes, foi reformulado para remover quase todas as frases que pudessem resultar em problemas legais.

## Comida
O Moe's oferece vários tipos de comida em seu cardápio, incluindo burritos, tacos, quesadillas, nachos, saladas, pilhas, tigelas de burrito e salsas sazonais feitas na casa. Os ingredientes podem ser adicionados ou subtraídos da entrada padrão para personalização. Todos os pedidos são acompanhados de batatas fritas e salsa.

## Localizações internacionais
O Moe's não tem mais franquias fora dos Estados Unidos.
Em 2011, o Moe's abriu sua primeira unidade fora dos Estados Unidos, na Turquia.
Em setembro de 2012, a Moe's abriu sua primeira franquia russa localizada no centro de Moscou, perto do Kremlin, na Rua Pyatnitskaya.
Também havia parceiros de franquia na Costa Rica e na Jamaica.